# Venezuela la Jocurile Olimpice de vară din 2016
Venezuela a participat la Jocurile Olimpice de vară din 2016 de la Rio de Janeiro în perioada 5 – 21 august 2016, cu o delegație de 87 de sportivi, a doua cea mai numeroasă din istoria sa, care a concurat în 20 sporturi. Cu trei medalii (una de argint și două de bronz), Venezuela s-a aflat pe locul 65 în clasamentul final.

## Participanți
Delegația venezuelană a cuprins 87 de sportivi: 62 de bărbați și 25 de femei. Cel mai tânăr atlet din delegație a fost săritoarea cu prăjina Robeilys Peinado (18 ani), cel mai bătrân a fost călărețul Pablo Barrios (36 de ani).
| Sport           | Masculin | Feminin | Total |
| --------------- | -------- | ------- | ----- |
| Atletism        | 9        | 6       | 15    |
| Baschet         | 12       | 0       | 12    |
| Box             | 8        | 0       | 8     |
| Canotaj         | 1        | 0       | 1     |
| Ciclism         | 6        | 3       | 9     |
| Echitație       | 2        | 0       | 2     |
| Gimnastică      | 0        | 1       | 1     |
| Golf            | 1        | 0       | 1     |
| Haltere         | 1        | 3       | 4     |
| Judo            | 0        | 1       | 1     |
| Lupte           | 6        | 3       | 9     |
| Natație         | 2        | 0       | 2     |
| Navigație       | 4        | 2       | 6     |
| Scrimă          | 5        | 2       | 7     |
| Sărituri în apă | 2        | 0       | 2     |
| Taekwondo       | 1        | 0       | 1     |
| Tenis de masă   | 0        | 1       | 1     |
| Tir             | 1        | 0       | 1     |
| Tir cu arcul    | 1        | 1       | 2     |
| Volei           | 0        | 2       | 2     |
| Total           | 62       | 25      | 87    |

## Medaliați
| Medalie | Nume              | Sport    | Probă               | Dată      |
| ------- | ----------------- | -------- | ------------------- | --------- |
| Argint  | Yulimar Rojas     | Atletism | Triplu salt feminin | 14 august |
| Bronz   | Yoel Finol        | Box      | 52 kg masculin      | 19 august |
| Bronz   | Stefany Hernández | Ciclism  | BMX feminin         | 19 august |

## Scrimă
Masculin
| Sportiv                                                      | Probă              | Primul tur               | Al doilea tur        | Al treilea tur           | Sfert de finală        | Semifinală                                        | Finala mică/Finala mare       | Finala mică/Finala mare |
| Sportiv                                                      | Probă              | Adversar Scor            | Adversar Scor        | Adversar Scor            | Adversar Scor          | Adversar Scor                                     | Adversar Scor                 | Loc                     |
| ------------------------------------------------------------ | ------------------ | ------------------------ | -------------------- | ------------------------ | ---------------------- | ------------------------------------------------- | ----------------------------- | ----------------------- |
| Silvio Fernández                                             | Spadă individual   | Jung J-s (KOR) P 8–15    | Nu a avansat         | Nu a avansat             | Nu a avansat           | Nu a avansat                                      | Nu a avansat                  | Nu a avansat            |
| Francisco Limardo                                            | Spadă individual   | Ferreira (BRA) C 15–9    | Jérent (FRA) C 15–14 | Novosjolov (EST) P 12–15 | Nu a avansat           | Nu a avansat                                      | Nu a avansat                  | Nu a avansat            |
| Rubén Limardo                                                | Spadă individual   | PAS                      | Fayez (EGY) P 5–15   | Nu a avansat             | Nu a avansat           | Nu a avansat                                      | Nu a avansat                  | Nu a avansat            |
| Silvio Fernández Francisco Limardo Rubén Limardo Kelvin Caña | Spadă pe echipe    | N/A                      | N/A                  | Brazilia (BRA) · C 45–25 | Franța (FRA) · P 29–45 | Semifinală de 5-8 · Coreea de Sud (KOR) · P 40–45 | Loc 7 · Rusia (RUS) · P 30–36 | 8                       |
| Antonio Leal                                                 | Floretă individual | van Haaster (CAN) P 7–15 | Nu a avansat         | Nu a avansat             | Nu a avansat           | Nu a avansat                                      | Nu a avansat                  | Nu a avansat            |

Feminin
| Sportivă          | Probă              | Primul tur       | Al doilea tur         | Al treilea tur       | Sfert de finală | Semifinală    | Finala mică/Finala mare | Finala mică/Finala mare |              |
| Sportivă          | Probă              | Adversar Scor    | Adversar Scor         | Adversar Scor        | Adversar Scor   | Adversar Scor | Adversar Scor           | Loc                     |              |
| ----------------- | ------------------ | ---------------- | --------------------- | -------------------- | --------------- | ------------- | ----------------------- | ----------------------- | ------------ |
| Isis Giménez      | Floretă individual | PAS              | Jeon H-s (KOR) P 8–10 | Nu a avansat         | Nu a avansat    | Nu a avansat  | Nu a avansat            | Nu a avansat            |              |
| Alejandra Benítez | Floretă individual | Sabie individual | Hafez (EGY) C 15–11   | Márton (HUN) P 14–15 | Nu a avansat    | Nu a avansat  | Nu a avansat            | Nu a avansat            | Nu a avansat |